# Василенко, Константин Прокофьевич
Константин Прокофьевич Василенко (2 апреля 1877 — июль 1941) — украинский и советский журналист, общественный и политический деятель. Член Украинской Центральной Рады.

## Биография
Родился в городе Киев. Окончил юридический факультет Киевского университета (1902). Студентом присоединился к социал-демократическому движению. С 1897 года — член киевского «Союза борьбы за освобождение рабочего класса», участвовал в издании «Рабочей газеты», подготовке I съезда РСДРП. После II съезда РСДРП (1903) — меньшевик, ведущий деятель Киевского комитета партии, редактор журнала «Вперёд». 1903-05 — в ссылке. По возвращении работал в газете «Киевское слово» (1905), «Киевские отклики» (1906); 1907 — редактор журнала «Друг народа». 1908-18 — сотрудник, заведующий международного отдела, с 1910 — член редколлегии и помощник редактора газеты «Киевская мысль», 1917 — редактор газеты «Рабочее знамя».
С мая 1917 по январь 1918 — председатель Киевского областного комитета РСДРП (меньшевиков), гласный городской думы. С июня 1917 по апрель 1918 — член Малого совета, с 8 августа 1917 — член Украинской Центральной Рады. С 12 сентября 1917 по 2 октября 1917 — генеральный секретарь труда УЦР. 12 октября 1917 по 17 ноября 1917 — комиссар Временного правительства в Киеве.
В январе 1918 года вышел из партии и прекратил политическую деятельность. 1919 — конторщик Киевского народного университета, ответственный редактор газеты «Киевская жизнь». В 1922 работал в Одесском губернском статистическом бюро, 1922-23 — постоянный сотрудник Комиссии обычного права ВУАН. В 1923 арестован по делу «Киевского областного центра действия» и приговорен к 10 годам строгой изоляции. Содержался в Лукьяновской тюрьме, 1929-32 — сослан в Сибирь.
30 мая 1938 года он был снова арестован и приговорён к 5 годам заключения. В июле 1941 года, вероятно, расстрелян органами НКВД в городе Винница.

## Память
- В городе Винница одна из улиц названа в честь Константина Василенко.